# 妃乃ゆりあ
妃乃 ゆりあ（ひの ゆりあ、1992年1月27日 - ）は、日本の女優。
東京都出身。株式会社ジャストプロ所属。愛称は、ゆりあ。

## 略歴
2006年、劇団昴のワークショップを受け、50人の中から2人だけ選ばれ、クリスマスキャロルで舞台デビューしそれをきっかけに芸能界デビューする。
その後セントラル子供劇団に所属
中学、高校は学業を優先し芸能活動を休止しており、東京映画・俳優＆放送芸術専門学校に入学し、再び役者として歩み始める
専門学校を卒業した翌年には、Kamakaji Lab主催の梶原諒晴演出の元『THE LAST SONG 〜 命の行進曲 〜』に出演。
その後サムライプロモーションに所属し、ドラマカンナさーん!に大瀬良ひな役としてレギュラー出演を果たし、白猫プロジェクトのCMにも抜擢。その他にも複数のCMドラマに出演する。
2016年にはUVERworldの「ALL ALONE」のMVに出演する。
2017年からフリーランスでの活動を始め、ジャパンアワード主催の舞台『13月の女の子』に出演し、舞台の活動の幅が広がる。
2019年にはWITHYOU主催の舞台『天満月の猫』で初ヒロインを務め、続いてAllen suwaru主催の舞台『積チノカベ』に出演する。同年にE-Pin企画主催の舞台『ミステリーナイト博物館の怪しい影』にも出演を果たす。
2020年にPU-PU-JUICE主催の舞台『モデル、劇団はじめました。』に出演。その後芸門主催の『豆腐屋の唄』で初主演に抜擢される。年明け2021年には、Nana Produce主催の舞台『追憶』に出演。
2021年株式会社ジャストプロに所属。

## 出演

### テレビドラマ
2017年
- カンナさーん!  大瀬良ひな 役

2022年
- 星新一の不思議な不思議な短編ドラマ「見失った表情」

2024年
- ヒロシの心霊キャンプ 第4話「闇に笑う男」（10月17日、BS日テレ） - 葉子 役

### 映画
2016年
- バレンタイン・ナイトメア  三輪葉子 役

2019年
- moving 瑠奈 役
- lastlover 予告編ナレーション

### CM
2016年
- Aflac アフラック 『初めてダック医療保険NO１編』 （TVCM）　看護婦役
- モンスターストライク 『モンフェスへいこう！編』 （TVCM）
- サントリービール株式会社 サントリーオールフリー 『スイートメモリーズ編』 （TVCM）
- 雪印メグミルク 『ガゼリ菌SP株ヨーグルト〜式典編』 （TVCM）
- 白猫プロジェクト 『お正月編』 『芸能界編』 （TVCM）
- JAF 『知らなかったよJAF/優作サービス編』 （TVCM）
- ミニストップ株式会社 インフォメーション (WEB媒体)

### MV
2011年
- ET-KING『約束』

2015年
- [Champagne]『Run away』

2016年
- UVERworld『ALL ALONE 一秒先向かう者とただ訪れる者〜』谷樹里奈 役

2021年
- Non Stop Rabbit『全部ブロック』

2022年
- nonka『はじまりの唄』

### 舞台
2006年
- 劇団昴 『クリスマスキャロル』

2015 年
- Kamakaji Lab 『THE LAST SONG ~命の行進曲~』

2017年
- 『13 月の女の子』(新宿村LIVE) - 浮間莉音 役

2018年
- 野良犬弾 『サナトリウムの春～離小島診療所〜』初演 (上野ストアハウス) - 雪　役

2019年
- WITHYOU　『天満月の猫』 （中野ザ・ポケット） - ミヅキ 役
- 劇団アレン座 第三回本公演『積チノカベ』（2019年7月4日 - 7日、北九州芸術劇場 小劇場 / 2019年7月11日 - 14日、すみだパークスタジオ倉） - 水菜 役
- ミステリーナイト 『博物館の怪しい影』 （ホテルメトロポリタン 東京　/リーガロイヤルホテル 大阪　/電気ビルみらいホール 福岡 ）- 奈央 役

2020 年
- 劇団 PU-PU-JUICE 『モデル、 劇団始めました。』（吉祥寺シアター） - 原やよい 役
- 芸門 『豆腐屋の唄』（三鷹芸能劇場） - 美感 役

2021年
- Nana Produce『追憶』(サンモールスタジオ) -

2024年
- 舞台『CHICACO 2024』Episode1（2024年3月29日 - 4月7日、中目黒キンケロ・シアター / 4月13日・14日、一心寺シアター倶楽） - 小林紗良 役[1][2]
- 舞台『後鳥羽伝説殺人事件』（2024年5月4日 - 7日、渋谷区文化総合センター大和田 伝承ホール） - 浅見祐子 役[3][4]